# 克丽斯塔·克勒
克丽斯塔·克勒（德語：Christa Köhler，1951年8月18日—），德国女子跳水运动员。她曾代表东德参加1972年和1976年夏季奥林匹克运动会跳水比赛，其中1976年奥运会获得一枚银牌。